# ヴィクトル・カルプーヒン
ヴィクトル・カルプーヒン（Виктор Карпухин, 1947年12月5日 - 2003年3月24日）は、ソ連の軍人、チェキスト。第3代アルファ部隊指揮官。少将。ソ連邦英雄。

## 経歴
ヴォルィン州ルーツク（現：ウクライナ・ヴォルィーニ州ルーツィク）で軍人の家庭に生まれる。ロシア人。1966年からソ連軍。1969年、タシケント高等軍事戦車指揮学校を卒業。ソ連国家保安委員会（KGB）国境軍に送られ、モスクワ高等国境指揮学校で学ぶ。
1974年からアルファ部隊隊員となり、戦闘車両の操縦、銃眼からの射撃法を教育した。1979年12月27日1825、ハフィーズッラー・アミーン大統領のタジ・ベク宮殿を襲撃、2,500人が警備する宮殿を40分で制圧（戦死者は他部隊を含めて5人）。1980年4月28日、タジ・ベク宮殿襲撃の功績により、ソ連邦英雄称号を授与。
ソ連KGB高等学校卒業後、1984年からアルファ部隊副指揮官、ソ連各地で人質解放作戦に参加。1988年から1991年8月までアルファ部隊指揮官。
1991年8月20日、ソ連8月クーデター時、国家非常事態委員会の命令により、空挺軍のアレクサンドル・レベジ少将と共に、ロシア・ソビエト連邦社会主義共和国最高会議庁舎の封鎖に参加。アルファ部隊には、ボリス・エリツィンの逮捕が命令されたが、カルプーヒンはこれに従わなかった。クーデター失敗後、カルプーヒンは予備役に編入させられ、部下の一部は彼に従い辞表を提出した。
1991年から1992年まで、カザフスタン大統領ヌルスルタン・ナザルバエフの大統領保安庁長官を務める。
1992年から私立探偵分野で活動。1995年、モスクワ選挙区において、「愛国者同盟」から国家会議に出馬したが、落選。
ソ連邦英雄。レーニン勲章、赤旗勲章、「名誉国家保安職員」胸章を受賞。